# 川东猎犬
川东猎犬，也称为重庆犬、邻水狗、足狗、广狗等，是原产于中国四川省东部及重庆市（川东地区）的猎犬品种，主要的分布地区包括广安市市区、邻水县、重庆市合川区、大足区等，它有一条短的“竹棒”尾巴和红棕色的皮肤。川东猎犬的起源可以追溯至汉代，四川省成都市和重庆市境内发掘的汉代墓葬中都曾出土过形似川东猎犬的陶俑。
川东猎犬的直系祖先是四川盆地东部地区大竹、合川、永川、邻水、广安和潼南等地的土生品种，是为在川东山区狩猎而培育的犬种。由于该区域的城市化，川东猎犬失去了原有的主要功用，因此数量迅速下降。然而，该品种在20世纪70年代起数量开始逐渐恢复，并从那时起成为一种较受欢迎的多功能犬种。